# Гастореньська ґайта

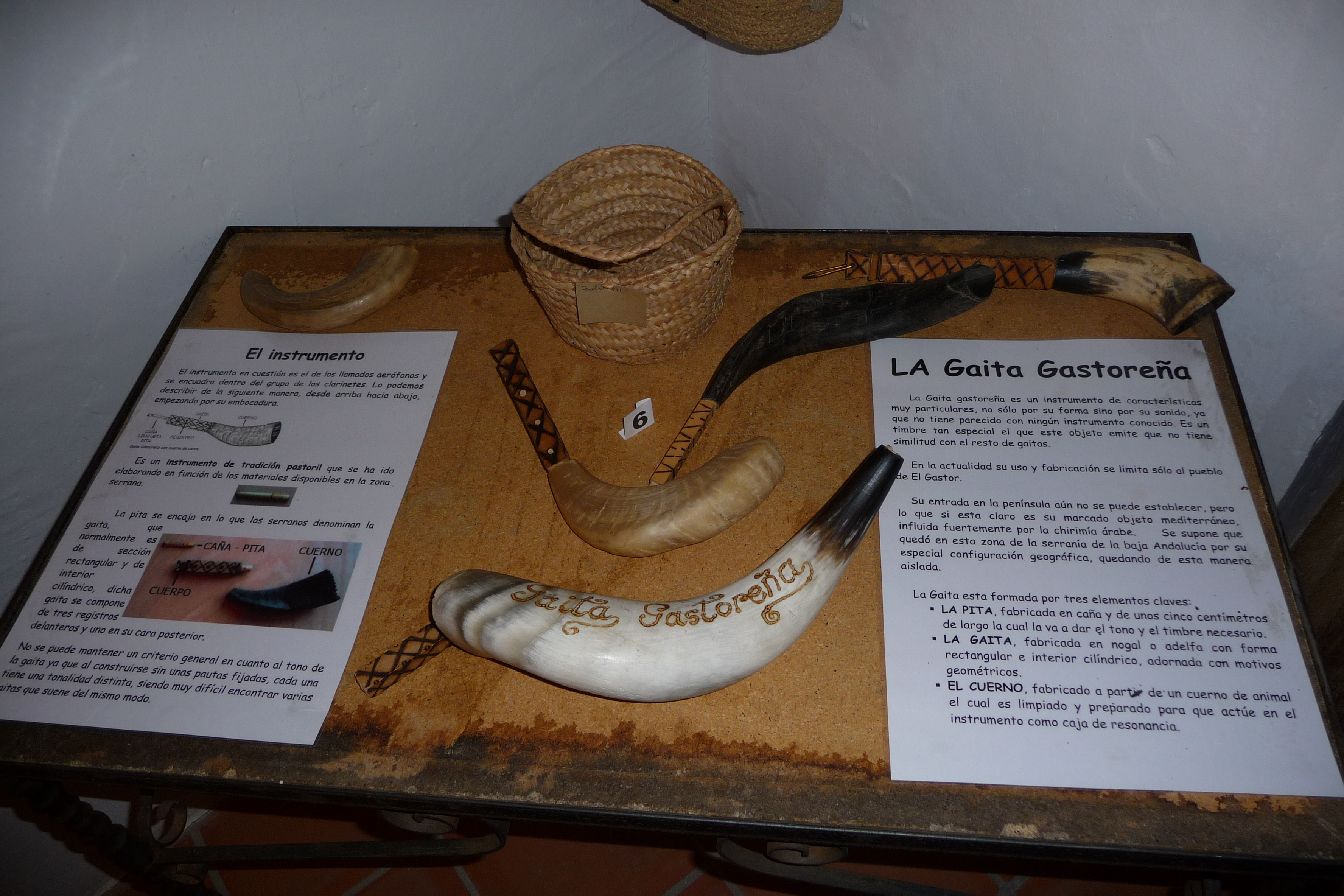
Гастореньська ґайта в музеї використання та народних звичаїв в Ель-Гасторі.

Гастореньська ґайта — це різновид рогової трубки, що походить з Ель-Гастору, регіону Андалусії, Іспанія. Вона складається з простого язичка, дерев’яної труби в верхній частині та резонуючого дзвону з рогу в нижній частині. Подібні інструменти можна знайти за межами Ель-Гастора лише в Мадриді та в Країні Басків (див. альбока).

## Історія
Традиційно гастореньська ґайта гралася з листопада. Молодь грала на роговій трубці біля вогнища для розваги під час довгих зимових ночей наприкінці року. Після завершення різдвяних свят, рогову трубку більше не грали до наступного року.
Наразі рогова трубка грається під час святкувань Тіла Христового (Corpus Christi) та Різдва в Ель-Гасторі.
Інструмент був пастирським інструментом, на якому, ймовірно, грали пастухи.

## Зовнішні посилання
- Toque tradicional de gaita gastoreña (ісп.)
- Información sobre la gaita gastoreña (ісп.)